# Khan Tengri
El Khan Tengri (uigur: literalmente "Rey Cielo", traducido como "Señor de los espíritus" o "Señor del cielo") es una montaña en la cordillera Tian Shan. Se ubica en la frontera entre China, Kazajistán y Kirguistán, al este del lago Issyk Kul. Su elevación geológica es de 6.995 m, pero su glaciar se eleva a 7.010 m; por este motivo, el pico es considerado como un sietemil entre los miembros de la comunidad montañista. El pico es uno de los cinco que debe ser escalado para poder obtener el premio Leopardo de las Nieves.
El Khan Tengri es la montaña más alta de Kazajistán, la segunda más alta de la cordillera Tian Shan, superada solo por el Pico Jengish Chokusu (7.439 m), y la tercera de Kirguistán, tras el Jengish Chokusu y el Pico Lenin (7.134 m). Es también el sietemil más septentrional que existe, siendo notable puesto que los montes ubicados en altas latitudes tienen temporadas de escalada más cortas, clima más severo y aire menos denso. En 1936 falleció en el descenso del Khan Tengri el montañero suizo Lorenz Saladin.

## Características
El Khan Tengri es una enorme pirámide de mármol cubierta de nieve y hielo. Al atardecer el mármol se torna rojizo, dándole el nombre en kazajo de Кантау/Кан-Тоо (montaña de sangre). Ubicada al otro lado del glaciar de Engilchek (o Inylchek) Sur, 16 km al norte del Pico Jengish Chokusu, el Khan Tengri se pensaba originalmente que era el pico más alto del Tian Shan, debido a su dramática forma empinada, en comparación con la enorme masa del Jengish Chokusu. Esta creencia se debía quizás a la visibilidad del Khan Tengri a través de las llanuras del sur de Kazajistán, mientras que el Jengish Chokusu permanece fuera de la vista de la civilización. El Khan Tengri es el pico más alto de la escabrosa subcordillera de Tengri Tag, también conocida como la Mustag, que contiene también el Pico Chapayev (6371 m) y el Pico Gorki (6050 m). Anatoli Bukréyev consideraba al Khan Tengri como quizás el pico más hermoso del mundo por sus aristas geométricas y su simetría.

## Historia

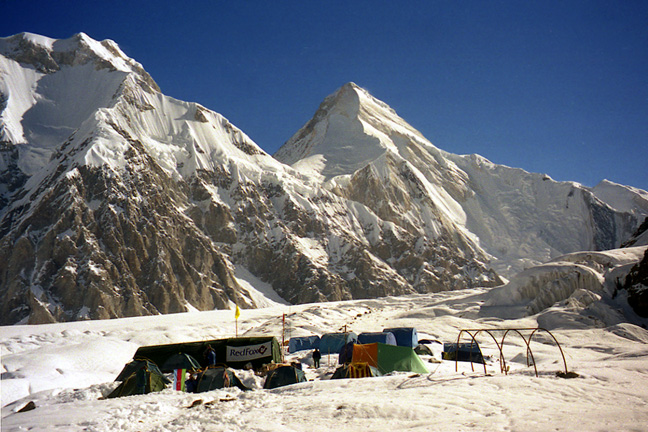
Campo Base Sur de Inylchek, a 4000 m en la morrena sur del glaciar, viendo hacia el noroeste al Pik Chapaeva y al Khan Tengri a la distancia

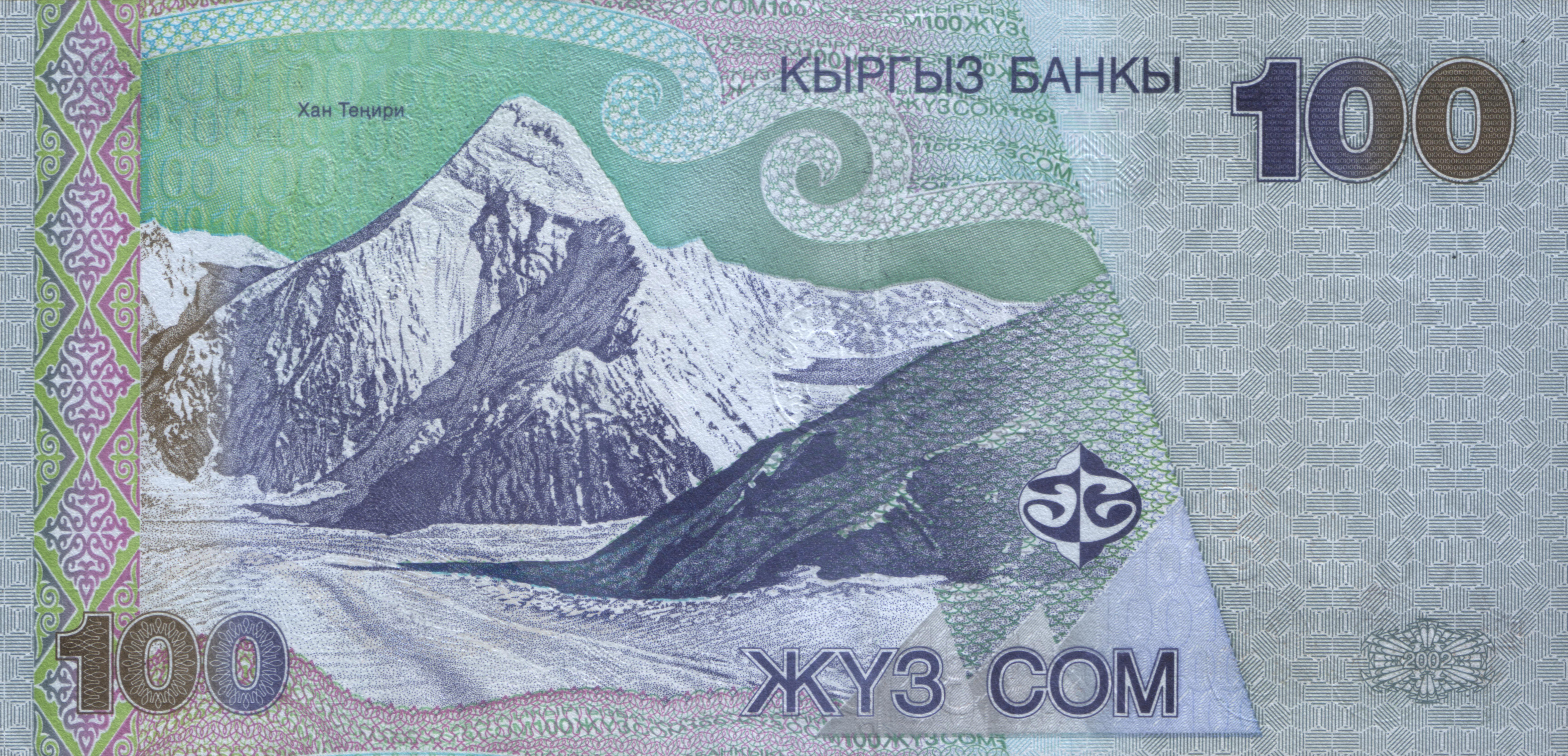
El pico aparece en el billete actual de 100 som kirguís

A pesar de que es casi 430 metros más bajo que su vecino, se creía que el Khan Tengri era el pico más alto de su cordillera, hasta que en 1943 el Jengish Chokusu fue estudiado y se determinó que era más alto.
Piotr Semiónov fue el primer europeo en ver el Tengri Tag y su pico, el colosal Khan Tengri, en 1857.
El primer ascenso al pico fue hecho en 1931 por el equipo soviético de Mikhail Pogrebetsky por la ruta sur (del lado de Kirguistán), y de ahí, a través de la arista oeste. El equipo de M. Kuzmin completó el primer ascenso por el norte (del lado de Kazajistán) en 1964. El Khan Tengri es uno de los cinco picos que todo montañista soviético debía escalar para ganar el prestigioso premio Leopardo de las Nieves.
El montañista austriaco y líder de la expedición Toni Dürnberger falleció mientras descendía después de haber escalado el Khan Tengri el 17 de agosto de 1992.
El pico aparece en los billetes de 100 som kirguís. En 2004, más de una docena de montañistas fallecieron en una gran avalancha sobre la ruta Pogrebetski, la ruta más popular en la montaña.